# Nefone I
Nefone I o Nifone I di Cizico (in greco Νήφων?; Veria, ... – dopo il 1314) è stato un arcivescovo ortodosso greco, che ha ricoperto la carica di Patriarca ecumenico di Costantinopoli tra il 1310 e il 1314.
Già arcivescovo di Proconneso e metropolita di Cizico, divenne patriarca dopo circa due anni di sede vacante. Niceforo Gregora sosteneva che Nefone fosse analfabeta, amante del lusso e inadatto al ruolo di patriarca. Grazie alla sua volontà di scendere a compromessi, durante il suo patriarcato lo scisma arsenita fu sanato nella chiesa bizantina. Essendo stati radunati per ordine dell'imperatore, gli Arseniti uscirono dai nascondigli coperti di cenci e fecero richieste esorbitanti, che l'imperatore accordò per conseguire la pace; dopodiché il patriarca salì sulla tribuna della Chiesa di Santa Sofia e diede una generale assoluzione al popolo e al clero a nome di Arsenio. Gli Arseniti che non ottennero vescovati o altre ricompense tornarono presto a essere scismatico.
Secondo alcune fonti, Nefone abdicò dal trono dopo quattro anni. Secondo Banduri, nel 1315 Nifone fu accusato di parecchi delitti e fu deposto da un sinodo tenutosi l'11 aprile di quell'anno, mentre Cuper pone la deposizione all'inizio del 1315.